# امعضيبة

تعديل مصدري - تعديل

امعضيبه هي إحدى قرى عزلة سرار بمديرية سرار التابعة لمحافظة أبين، بلغ تعداد سكانها 148 نسمة حسب تعداد اليمن لعام 2004.